# Martinuskerk (Middelbert)
De Martinuskerk van Middelbert in de gemeente Groningen is een eenbeukig romanogotisch kerkgebouw, dat in zijn oorspronkelijke vorm uit de vroege 13e eeuw stamt. Na de Reductie van Groningen in 1594 werd deze katholieke kerk hervormd.

## Beschrijving
Na de middeleeuwen is het driezijdig gesloten kerkje ingrijpend gewijzigd. Een dakruiter werd geplaatst in 1683. De gehele westgevel is in 1731 vernieuwd en in 1767 het koor. Dit kreeg spitsboogvensters, die in 1775 ook in de zijmuren en de westelijke gevel werden aangebracht.
Van het kerkmeubilair dateert een deel uit 1743, inclusief de kansel met trap, het doophek en vier koperen kroonluchters. Het orgel op oksaal is in 1822 gemaakt door de orgelbouwer Johannes Wilhelmus Timpe. Het heeft twee manualen, vijftien registers en een aangehangen pedaal. De vier avondmaalsbanken met opzetstukken zijn in 1850 geplaatst.
Bij een restauratie in 1905 kreeg de dakruiter zijn huidige vorm en werd op de muren een pleisterlaag aangebracht. Deze werd verwijderd bij de laatste kerkrestauratie, die in 1977 gereedkwam.
De kerk is in het bezit van de Stichting Oude Groninger Kerken. Er worden regelmatig lezingen en concerten gegeven. Elke derde zondag van de maand is er een kerkdienst.

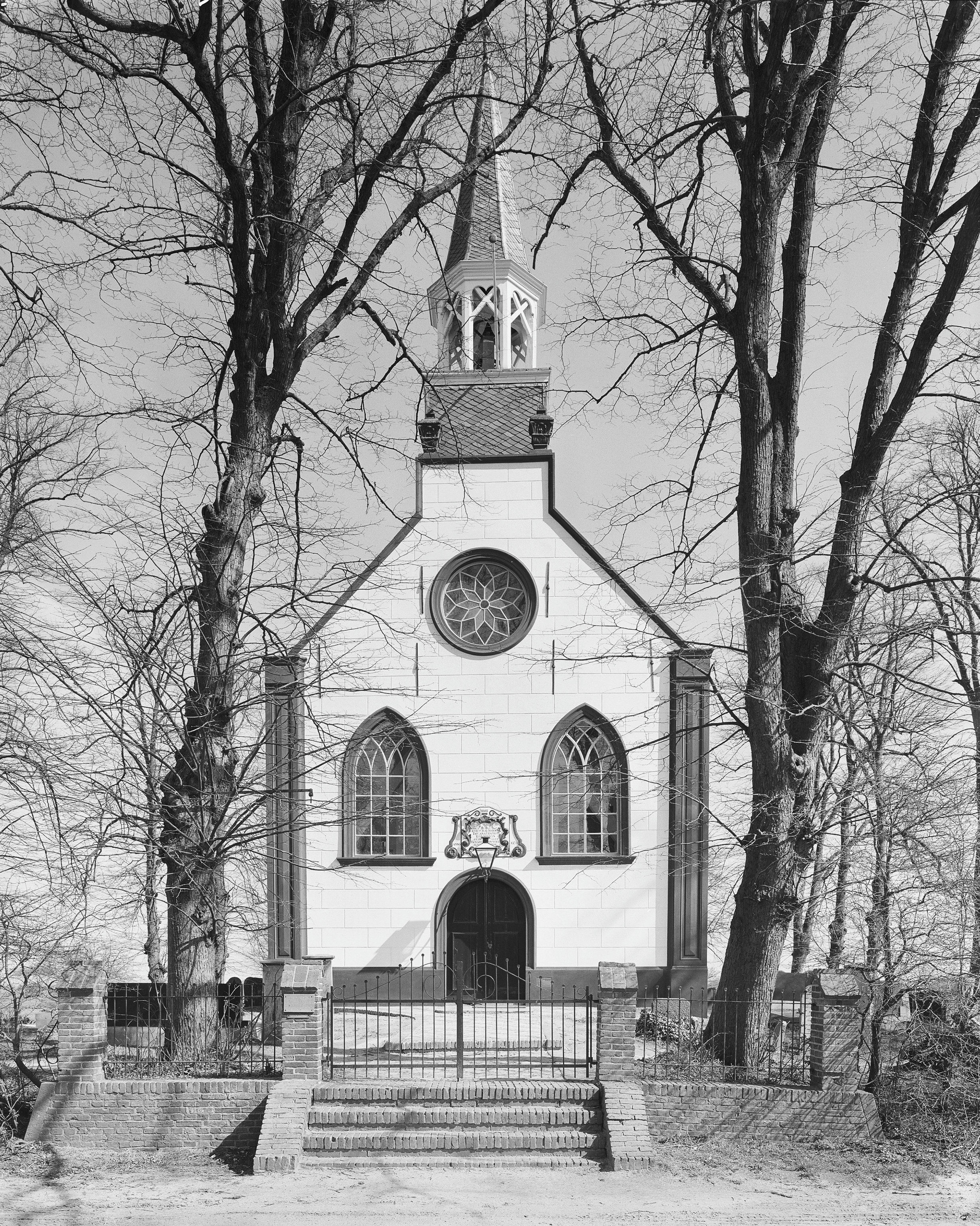
Westgevel
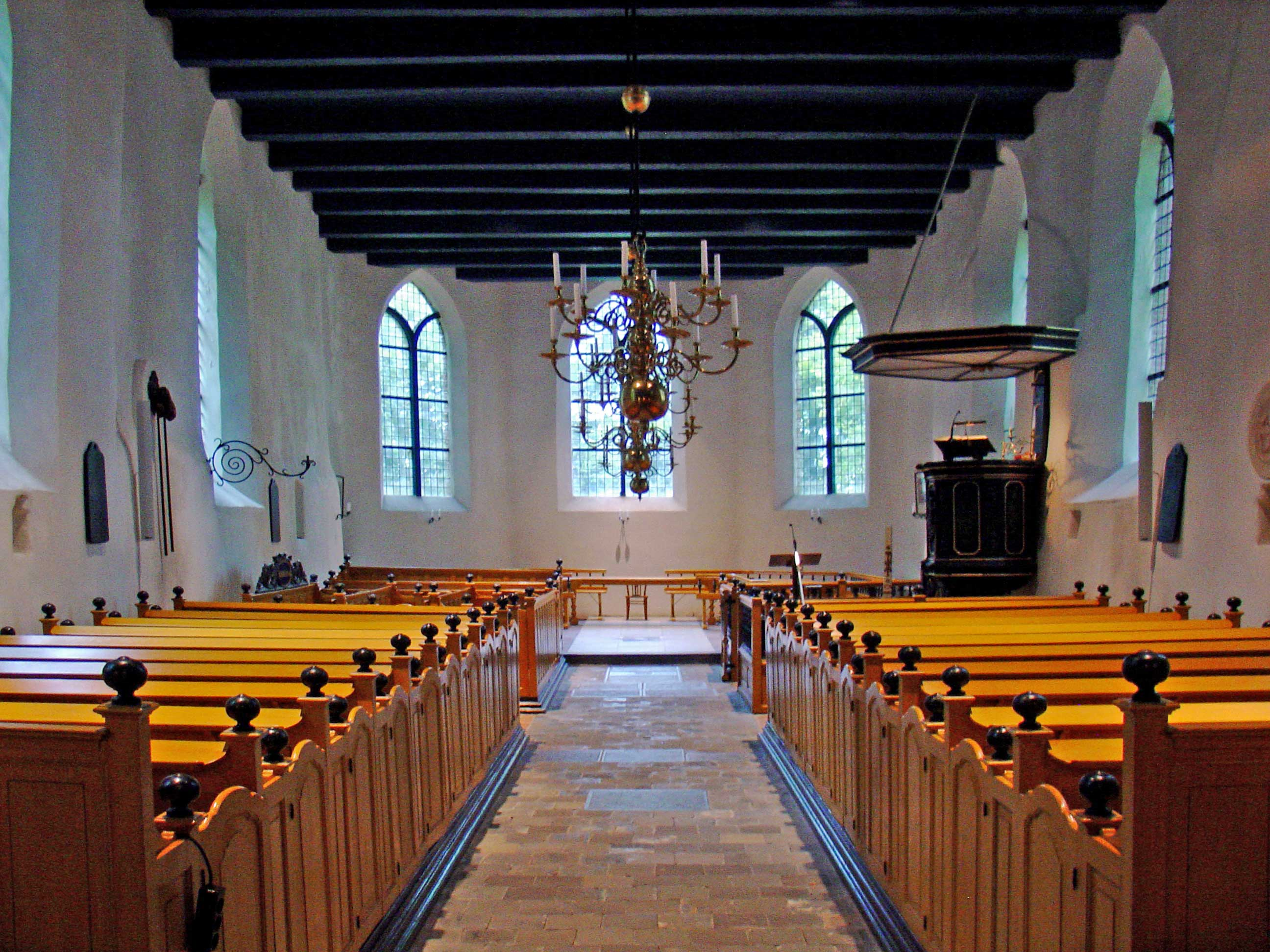
Interieur
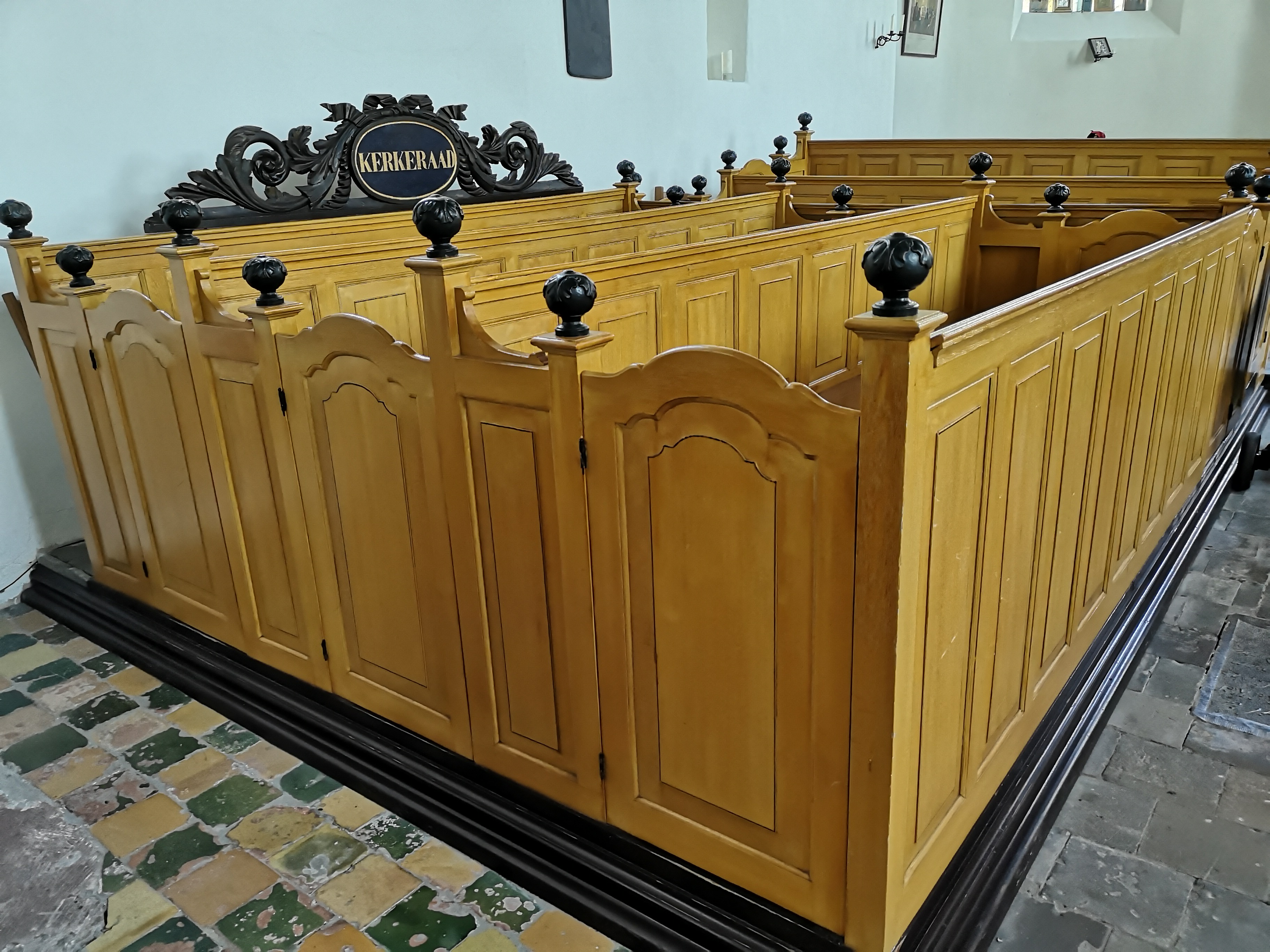
Kerkenraadsbank
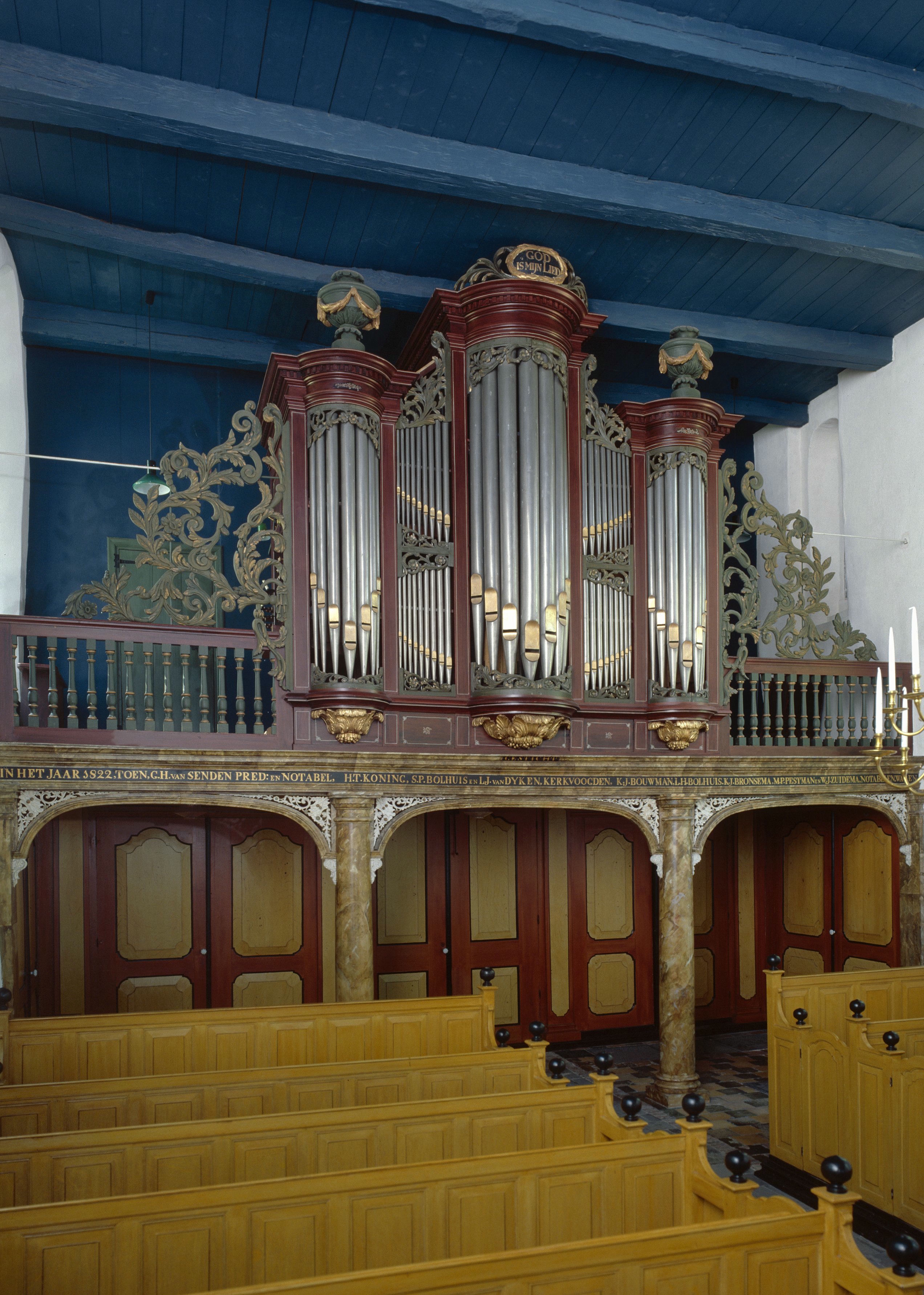
Het Timpe-orgel uit 1822
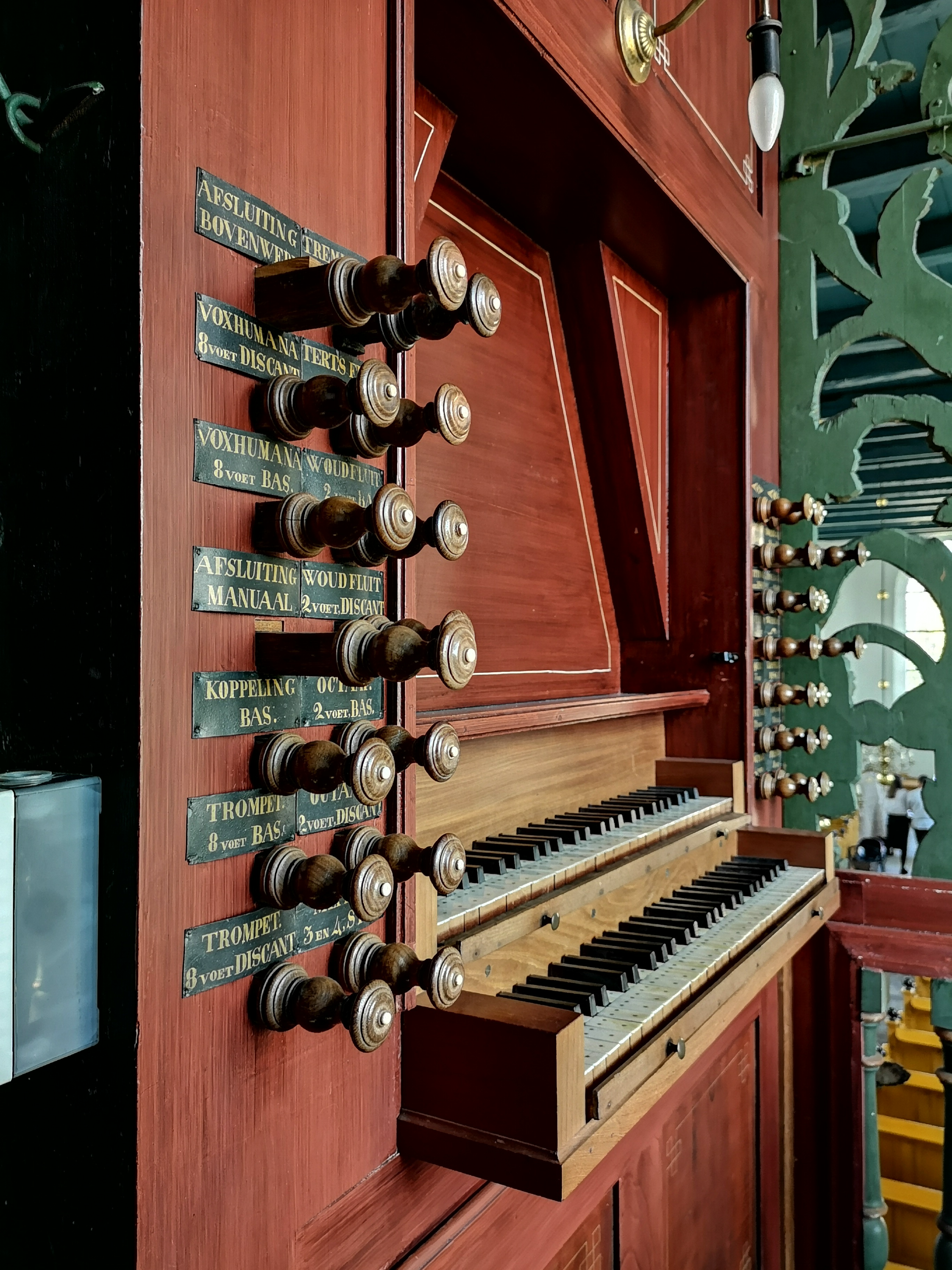
Knoppen en speelbord van het orgel
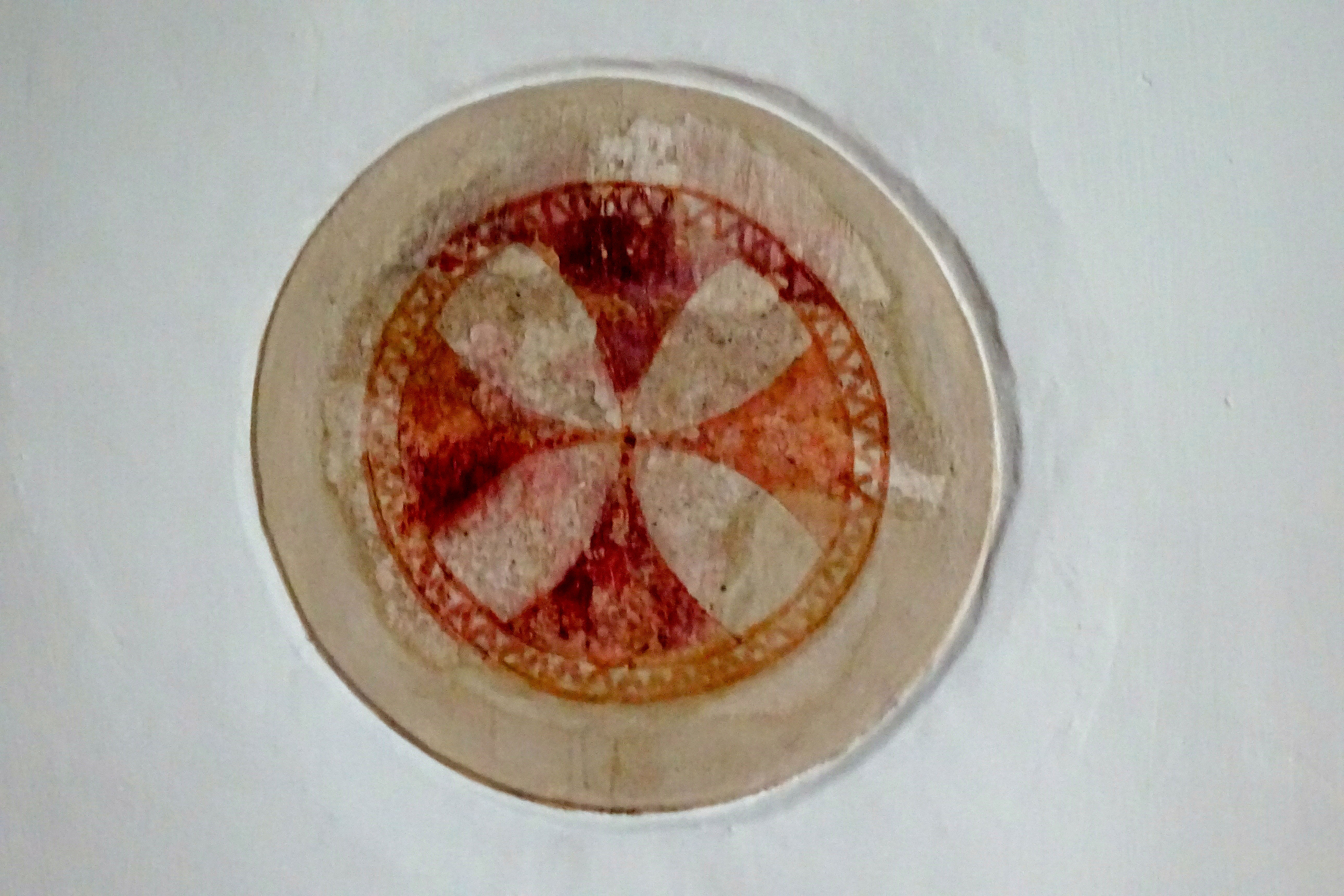
wijdingskruis op de noordmuur